# Плейтген, Фредерик
Фредерик Плейтген (англ. Frederik Pleitgen; род. 1976, Кёльн, Северный Рейн-Вестфалия) — журналист. Старший международный корреспондент канала CNN.

## Ранний период жизни и образование
Является сыном журналиста Фрица Плейтгена.
Изучал Северную Америку в Боннском университете в Германии. Защитил магистерскую диссертацию о традициях американской журналистики в Свободном университете Берлина. Год учился в Школе журналистики Нью-Йоркского университета. В 2004 году получил стипендию Института культурной дипломатии в США. В 2005 году учился в Международном центре для журналистов в Джордии по стипендии Артура Бёрнса. Свободно владеет немецким, английским и французским языками.

## Карьера
Работал в политическом департаменте ZDF и в N-tv в качестве репортёра и исполнительного продюсера. Также работал в RTL Television и TV Berlin. С 2006 по 2014 год был корреспондентом канала CNN в Берлине.

## Фильмография
| Год  | Название  | Роль         | Примечания |
| ---- | --------- | ------------ | ---------- |
| 2015 | Марсианин | Репортёр CNN | [ 6 ]      |